# Issa Gouo
Issa Gouo (Bobo-Dioulasso, 9 settembre 1989) è un calciatore burkinabé, difensore del Kaloum Star e della Nazionale burkinabé.

## Carriera

### Nazionale
Ha esordito in Nazionale nel 2011.